# Blaq Poet

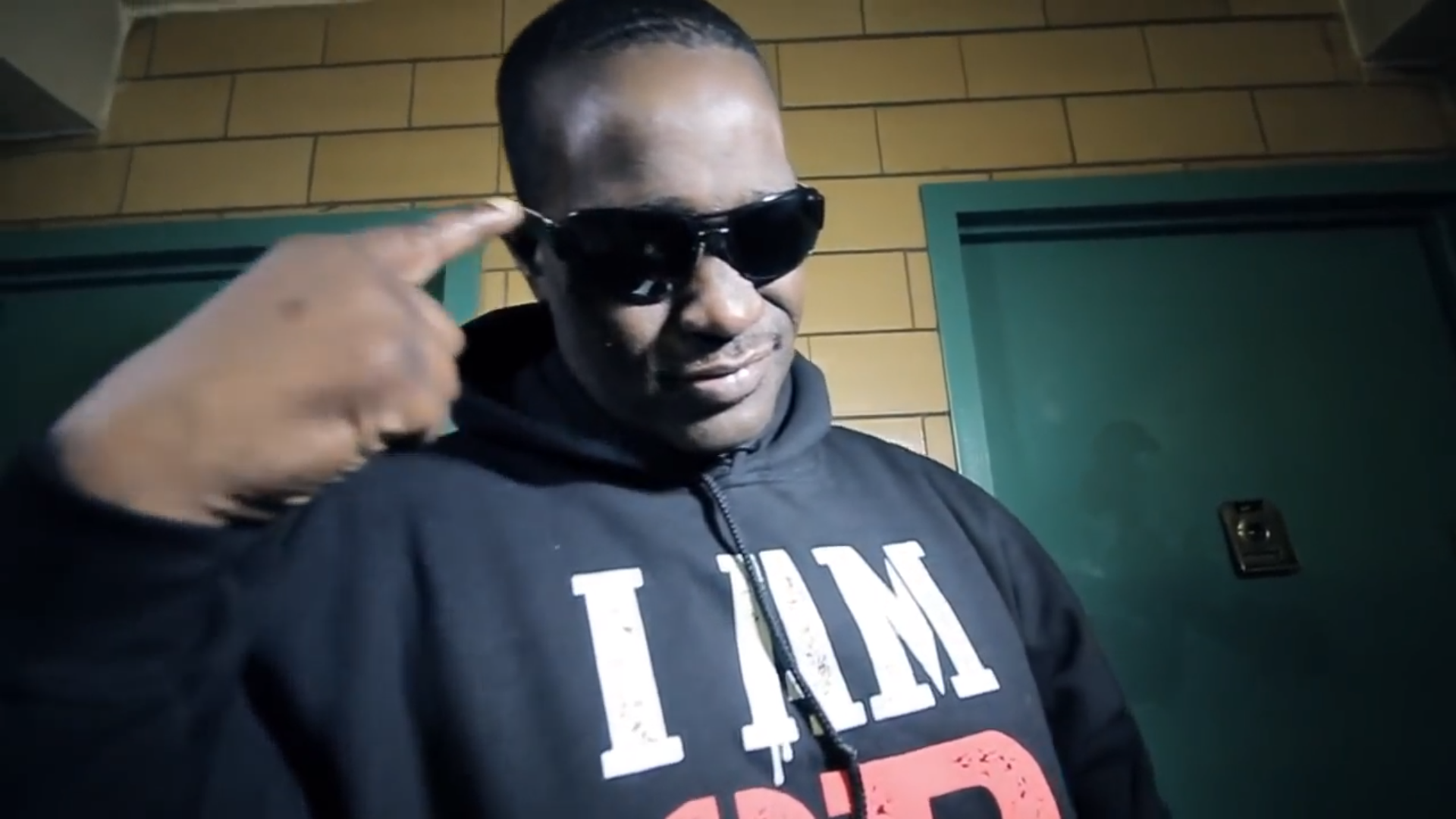

Wilbur Bass (* 1970), bekannt als Blaq Poet, ist ein US-amerikanischer Rapper aus Queensbridge, New York City.

## Werdegang
Erstmals war Blaq Poet beim Song Beat You Down von Bridge Wars 1987, ein Diss-Track gegen KRS-One und Boogie Down Productions, zu hören. 1991 begannen Blaq Poet und DJ Hot Day ein Duo namens PhD und veröffentlichten ihr Debüt Without Warning auf Tuff City Records. Nach einigen Singles und einer EP trennten sie sich 1996. Blaq Poet gründete mit KL, Hostyle und Solo die Gruppe Screwball. Sie veröffentlichten zwei Alben und eine Kompilation, bevor Blaq Poet 2006 solo Rewind: Deja Screw herausbrachte, unter anderem produziert von DJ Premier. Blaq Poet unterschrieb bei DJ Premiers Label Year Round und veröffentlichte 2009 Tha Blaqprint, mehrheitlich erneut von DJ Premier produziert.

## Diskografie
- 1991: Without Warning (Kollabo mit DJ Hot Day alias PhD)
- 2006: Rewind: Deja Screw
- 2009: Blaq Out
- 2009: Tha Blaqprint
- 2009: Collection Rare Tracks
- 2011: Blaq Poet Society